# Xujiaping (köpinghuvudort i Kina, Shaanxi, lat 33,41, long 106,06)
Xujiaping är en köpinghuvudort i Kina. Den ligger i provinsen Shaanxi, i den nordvästra delen av landet, omkring 280 kilometer väster om provinshuvudstaden Xi'an. Antalet invånare är 12 496. Befolkningen består av 5 878 kvinnor och 6 618 män. Barn under 15 år utgör 13,0 %, vuxna 15-64 år 76 %, och äldre över 65 år 9,0 %.
Runt Xujiaping är det ganska tätbefolkat, med 67 invånare per kvadratkilometer. Xujiaping är det största samhället i trakten. I omgivningarna runt Xujiaping växer i huvudsak blandskog.
Genomsnittlig årsnederbörd är 1 059 millimeter. Den regnigaste månaden är juli, med i genomsnitt 243 mm nederbörd, och den torraste är december, med 2 mm nederbörd.